# Heinz Hentschke
Heinz Hentschke (* 20. Februar 1895 in Berlin als Heinrich Walter Erich Hentschke; † 3. Juli 1970 ebenda) war ein deutscher Schauspieler, Autor, Operetten-Librettist und Theaterdirektor (Metropol-Theater (Berlin-Mitte)).

## Leben

### Gründer der „Gesellschaft der Funkfreunde“
Heinz Hentschke begann seine Karriere als Schauspieler in Berlin. Später spielte er auch in Bremen und Hannover. In den frühen 1920er Jahren war Hentschke „Propagandachef im Großen Schauspielhaus“ unter Direktor Maximilian Sladek.
Im Jahr 1925 gründete er mit einem Startkapital von 10.000 Reichsmark die Theaterkarten-Vertriebsorganisation „Gesellschaft der Funkfreunde“, deren Mitglieder sich zur Abnahme von zehn verbilligten Theaterkarten pro Saison verpflichteten. Als sein Ziel bezeichnete Hentschke, „einen möglichst großen, festen Besucherstamm dem Theater zuzuführen.“ Die „Gesellschaft der Funkfreunde“, die zu Beginn der 1930er Jahre zwischen 40.000 und 60.000 Mitgliedern verzeichnete, stützte sich im Wesentlichen auf Produktionen der Rotter-Bühnen, zu denen zu Beginn der 1930er Jahre in Berlin das Theater des Westens, das Metropol-Theater (heute Komische Oper Berlin), das Lessing-Theater, das Theater in der Stresemannstraße, das Lustspielhaus und das Deutsche Künstlertheater sowie eine Bühne in Dresden gehörten.

### ‚König der Operette‘ im NS-Staat
Als die Brüder Alfred und Fritz Rotter in Zahlungsschwierigkeiten gerieten, gelang es Hentschke als Leiter der „Gesellschaft der Funkfreunde“ zum Jahreswechsel 1932/33, „die Rotters gezielt in den Konkurs zu treiben“, um sich nach dem erhofften Zusammenbruch der – den Nationalsozialisten verhassten – Rotter-Bühnen „an die Stelle der Rotters zu setzen. Er erreicht dieses Ziel“. Zum 1. Mai 1933 trat Hentschke in die NSDAP ein (Mitgliedsnummer 3.019.936). „Er pachtet 1933/34 das Lessing-Theater; Ende 1934 auch das Metropol. Bis 1937 erhält er es zur privaten Bewirtschaftung. Erst dann geht das Haus an den NS-Staat, Hentschke wird als Metropol-Direktor Angestellter des Propagandaministeriums [...].“ Hentschke war bis zur allgemeinen Theatersperre im Sommer 1944 Direktor des Metropol. Er leitete ab 1939 zusätzlich den Admiralspalast, wo er hauptsächlich Revuen inszenierte. 1936 übernahm mit Protektion des Reichspropagandaministeriums das sogenannte Hentschke-Imperium das Dresdner Residenz-Theater und das Dresdner Central-Theater.
Hentschke verfasste die Libretti zu 14 Operetten (siehe Liste unten), die großteils sehr erfolgreich am Metropol-Theater uraufgeführt wurden. Er engagierte die damals gefragtesten Komponisten Fred Raymond (Maske in Blau, Ball der Nationen), Ludwig Schmidseder (Die oder Keine, Frauen im Metropol) und Friedrich Schröder (Hochzeitsnacht im Paradies) als Hauskomponisten ans Metropol-Theater und positionierte so dieses Theater als das Haus für Operette im Deutschen Reich. Daher wurde er auch als König der Operette bezeichnet. Viele seiner Operetten wurden auch sehr erfolgreich in anderen deutschen Städten gespielt. Beispielsweise erlebte Schmidseders Operette Die oder Keine über 600 Aufführungen. Einige Stücke von Hentschke sind bis heute fester Bestandteil im Operettenrepertoire der deutschsprachigen Theater, so etwa Raymonds Maske in Blau.
„Heinz Hentschke wurde insbesondere von Julius Schaub, dem persönlichen Adjutanten des Diktators begünstigt.“ Späteren Angaben der britischen „Information Control Services“ zufolge konnte Hentschke seine Kassenerfolge bis zum Ende der NS-Zeit aufrechterhalten, da er durch seine „engen Beziehungen zum Standartenführer Schaub, dem Adjutanten Hitlers, keine Beschaffungsschwierigkeiten hatte, d. h. seinerzeit, wo sich andere Theaterleiter bereits sehr einschränken mussten, konnte Hentschke immer noch Glanzaufführungen herausbringen.“

### Operetten-Regisseur in der Nachkriegszeit
Nach dem Krieg versuchte Hentschke vergeblich, dem Genre Operette in West-Berlin wieder ein festes Zuhause zu verschaffen. Er war aber weiterhin sehr erfolgreich mit Neuproduktionen bekannter Operetten.
Heinz Hentschke starb 1970 im Alter von 75 Jahren in seiner Heimatstadt Berlin. Sein Grab befindet sich auf dem Waldfriedhof Dahlem.
Er war mit der Schauspielerin Hilde Schneider (1914–1961) verheiratet.

## Libretti
- Lauf ins Glück, Musik: Fred Raymond
- Ball der Nationen, Musik: Fred Raymond
- Marielu, Musik: Fred Raymond
- Maske in Blau, Musik: Fred Raymond
- Auf großer Fahrt, Musik: Fred Raymond
- Melodie der Nacht, Musik: Ludwig Schmidseder
- Die oder Keine, Musik: Ludwig Schmidseder
- Frauen im Metropol, Musik: Ludwig Schmidseder
- Der goldene Käfig, Musik: Theo Mackeben
- Hochzeitsnacht im Paradies, Musik: Friedrich Schröder
- Die rote Isabell, Musik: Siegfried Ulbrich
- Der arme Jonathan, Musik: Josef Rixner nach Carl Millöcker